# 宋旗镇
宋旗镇，是中华人民共和国贵州省安顺市西秀区下辖的一个乡镇级行政单位。

## 行政区划
宋旗镇下辖以下地区：
青松烟厂社区、安酒厂社区、大云村、青杠村、兴隆村、大坡村、上坪村、石板村、猫洞村、白果村、干河村、大寨村、赵家山村、老凹村、平寨村、洋界村、新屯村、宋旗村、打纸村、张坪村、吕旗村、下坪村和龙旗村。